# Camp retranché à éperon barré de Bussières
Le camp retranché à éperon barré est situé sur la commune de Bussières en Saône-et-Loire.

## Historique
Il fait l’objet d’un classement au titre des monuments historiques depuis le 20 juin 1973.